# عزل عنصري

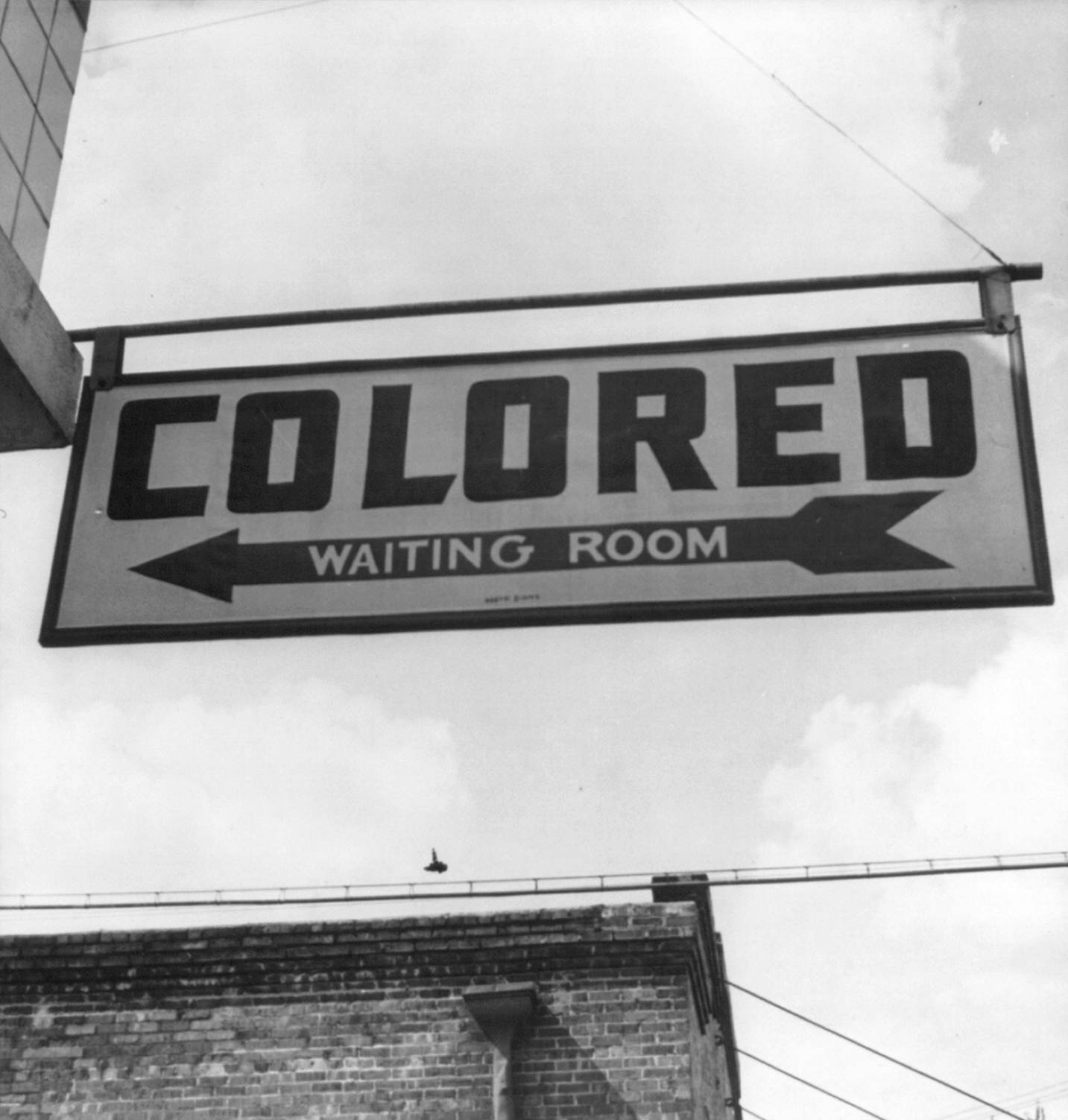
لافتة غرفة انتظار الحافلات مخصصة للسود، 1943، الولايات المتحدة

العزل العنصري هو الفصل بين مجموعة من الناس يعتمد هذا الفصل على الفروق العرقية بينهم ويظهر هذا الفصل من خلال الأنشطة اليومية، مثل الأكل في المطاعم أو الشرب من المياه العامة واستخدام المراحيض العامة أو المدارس المختلفة، والدخول إلى دور السينما، أو ركوب وسائل النقل العامة، واستئجار غرف الفنادق، وشراء أو استئجار العقارات.
العزل العنصري عُرِّف من قبل المفوضية الأوروبية لمناهضة العنصرية والتعصب بأنه «هو قيام شخص (طبيعي أو اعتباري) بفصل الأشخاص الآخرين على أساس الخلفيات المتنوعة دون هدف ودون تبرير منطقي في توافق مع التعريف المقترح للتمييز». وطبقا لرأي منتدى الأمم المتحدة المعني بقضايا الأقليات، فإن «إنشاء وتطوير المدارس والجامعات  التي تقدم تعليمًا خاصا  بالأقليات لا يعتبر هذا  فصلًا غير مسموح به، وذلك  إذا كان الفصل في هذه المجتمعات  والمدارس أمرًا طوعيًا» ولكن الفصل العنصري ممنوع بصفة عامة، ورغما عن ذلك موجود على أرض الواقع من خلال الأعراف الاجتماعية.
ورغم أن بعض المجتمعات لا تفضل فكرة الفصل كما هو موضح في نماذج توماس شيلينغ للفصل. ويظهر الفصل في المجتمعات من خلال التمييز في الوظائف، إيجارات السكن وبيع المنازل إلى بعض الأجناس. ونتج عنه عنف بين الأفراد تمثلت في عمليات الإعدام خارج القانون.
بصورة عامة هناك بعض الأفراد من أعضاء الأعراق المختلفة لا تفضل التعامل إلا من خلال أفراد من عرقهم ويكون هذا الفصل بحكم الواقع، وفي الولايات المتحدة الفصل هناك يفرض بموجب القانون في بعض الولايات ومنها قوانين مكافحة الزواج بين الأعراق.

## خلفية تاريخية
حيثما تكون هناك مجتمعات متعددة ثقافية، يكون هناك عزل عنصري. لكن في الأماكن التي يتواجد بها اختلاط عرقي مكثف، كما في هاواي والبرازيل، وعلى الرغم من وجود أشكال من الطبقية الاجتماعية، فإن هذه الأماكن مستثناة من ذلك.

### الجزائر الفرنسية
في الفترة التي تلت الحكم العثماني للجزائر بعد عام 1830، حافظت فرنسا لما يقرب من القرن على حكمها الاستعماري في المنطقة التي وصفت على أنها «شبيهة بالأبارتايد»، أي الفصل العنصري بجنوب أفريقيا. سمح القانون الاستعماري لعام 1865 للجزائريين العرب والبربر بالتقديم على المواطنة الفرنسية إذا تركوا هويتهم الإسلامية، ويجادل عز الدين حدور بأن ذلك أسس «الهياكل الرسمية لفصل عنصري سياسي». ويقول بونورا ويسمان أنه «بالضد من الحماية على المغرب وتونس، فإن الفصل العنصري الاستعماري الاجتماعي كان مميزا للجزائر». وقت قوبل نظام الفصل العنصري الداخلي هذا بالمقاومة من المسلمين المتأثرين بسببه، ويستشهد به كسبب من أسباب انتفاضة عام 1954 وقيام حرب التحرير بعد ذلك.

### ألمانيا
في شمال شرق ألمانيا بالقرن الخامس عشر، لم يكن يسمح للشعوب ذات الأصول الوندية، أي السلافية، بالالتحاق ببعض النقابات. وفقا لفلهم رابه، فإن جميع النقابات الألمانية لم تقبل ونديا حتى قدوم القرن الثامن عشر.
وجد الثناء الألماني على العنصرية المؤسساتية الأمريكية سابقا في كتاب هتلر «كفاحي»، وكان مستمرا طوال أوائل ثلاثينات القرن العشرين، وكان المحامون النازيون المتطرفون داعمين لاستخدام النماذج الأمريكية. ألهمت قوانين المواطنة الأمريكية العرقية وقوانين مناهضة الاختلاط العرقي، بشكل مباشر، قانونين من قوانين نورمبرغ، وهما قانون المواطنة وقانون الدم. منع حظر الزواج العرقي (مناهضة الاختلاط العرقي) العلاقات الجنسية والزواج بين أناس مصنفين «آريين» و«غير آريين». وقد أُطلق على مثل هذه العلاقات التلويث العرقي (Rassenschande). في البداية، كانت القوانين موجهة بشكل رئيس إلى اليهود، إلا إنها اتسعت فيما بعد لتشمل «الغجر، الزنوج، وذرياتهم غير الشرعية». واجه الآريون الذين وجدوا مدانين بالحبس في معسكرات الاعتقال، بينما عوقب بعض غير الآريين بالإعدام. وللحفاظ على ما يسمى نقاوة الدم الألماني، عقب بدء الحرب، وسع النازيون قانون التلويث العرقي ليشمل جميع الأجانب (غير الألمان).
في عهد الحكومة العامة لبولندا المحتلة عام 1940، قام النازيون بتقسيم السكان إلى مجموعات مختلفة بحقوق مختلفة، حصص غذائية مختلفة، مساكن مختلفة في المدن، ووسائل مواصلات عامة مختلفة، إلخ. وفي محاولة لخلق انشقاق عن الهوية البولندية، فقد سعوا إلى إنشاء تفريعات إثنية من الكاشوبيين والغوراليين، وذلك بناء على «العنصر الألماني» المزعوم لدى هذه الجماعات.
خلال ثلاثينيات وأربعينات القرن العشرين، أُجبر اليهود في الولايات المحكومة من قبل النازيين على ارتداء شرائط صفراء أو وضع نجمة داوود، وقد تعرضوا، هم والغجر الرومان، للتمييز بفعل القوانين العنصري. لم يسمح للأطباء اليهود بمعالجة المرضى الآريين، ولم يسمح أيضا للأساتذة الجامعيين اليهود بالتدريس لتلاميذ آريين. وبالإضافة إلى ذلك، فلم يسمح لليهود بركوب المواصلات العامة، إلى جانب العبارات، وسمح لهم بالتبضع من المتاجر من الساعة الثالثة وحتى الخامسة مساء فحسب. عقب ليلة الزجاج المكسور (Kristallnacht)، غُرِّم اليهود بمليون مارك جراء الأضرار التي تسببت فيها القوات النازية وأفراد الإس إس.
تعرض اليهود والغجر إلى إبادة جماعية في الهولوكوست كجماعات عرقية «غير مرغوبة». وقد أنشأ النازيون غيتوهات لتقييد اليهود وأحيانا الغجر في مناطق مكتظة محكمة بمدن أوروبا الشرقية، و حُوِّلَت تلك المناطق إلى معسكرات اعتقال بحكم الواقع. كان غيتو وارسو الأكبر من بين هذه الغيتوهات، حيث اشتمل على 400 ألف شخص. وأما غيتو لودز، وهو الثاني حجما، فقد اشتمل على نحو 160 ألف شخص.